# Геек, Фёдор Карлович
Фёдор Карлович Геек (нем. Theodor Gööck; 1828—1893) — российский педагог; действительный статский советник, директор Юрьевской (Дерптской) гимназии.

## Биография
Родился 5 (17) февраля 1828 года в Вейсенберге. Его брат — Николай Карлович Геек.
В раннем детстве был привезён в Санкт-Петербург, где окончил курс в Главном педагогическом институте по физико-математическому факультету. В августе 1851 года был определён учителем французского языка в Иркутскую гимназию, а через некоторое время по собственному желанию стал там преподавать и математику. Был избран в члены-сотрудники Сибирского Отдела Русского географического общества. В 1855—1858 годах также преподавал (безвозмездно) арифметику в Иркутском Александровском детском приюте.
Был переведён 3 сентября 1864 года учителем математики в Кронштадтскую гимназию, где в течение двух месяцев исправлял должность инспектора; с 16 марта 1865 года преподавал также географию, а 1 сентября того же года  ещё и исполнял должность надзирателя за приходящими учениками, а 15 декабря был назначен инспектором этой гимназии.
С 2 февраля 1868 года занимал должность инспектора в 6-й Санкт-Петербургской гимназии, а с 4 августа 1869 года — инспектор в Ларинской гимназии, где 1 января 1870 года был избран ещё и в библиотекари гимназии.
Произведён в статские советники 9 декабря 1868 года и в этом чине 21 марта 1870 года был назначен Дерптским директором училищ и директором Дерптской гимназии; впоследствии, по введении института директора и инспекторов начальных училищ, остался только на должности директора гимназии.
Получивший русское воспитание, он старался в трудной борьбе «обрусить» и Юрьевскую гимназию; был одним из наиболее деятельных сотрудников попечителя учебного округа M. H. Капустина по реформам, проводившимся в Остзейском крае. В последние годы он усиленно занимался устройством образцового пансиона при гимназии; также составил свод биографических сведений о воспитанниках Юрьевской гимназии за 75 лет.
Был награждён орденами Св. Станислава 2-й ст, Св. Анны 2-й ст., Св. Владимира 3-й ст. (25.12.1874), Св. Станислава 1-й ст. (01.01.1888); с 30 января 1881 года состоял в чине действительного статского советника.
Умер 13 (25) ноября 1893 года в Юрьеве.